# 星晷

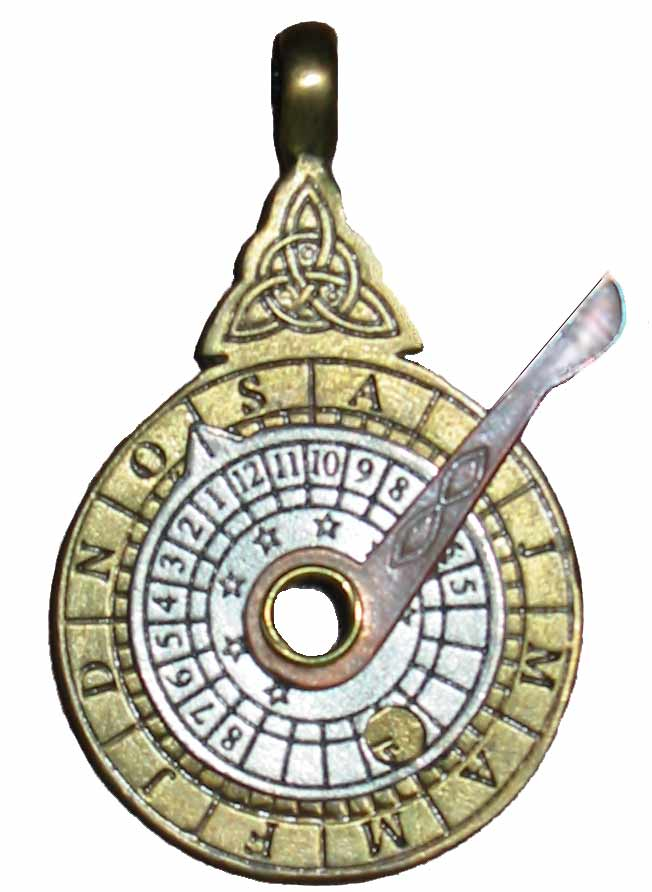
雖然只有5公分高，像是一個人造的珠寶，這是一個功能正常的星晷。它在外面的月環以黃銅包覆，銀色的內盤顯示時間，在一個邊緣上有一個指示器。通過將指示器設置妥月分和日期（圖例中為10月的某一天），先將北極星置於中間的孔中，再將連接到中心的指標旋轉到指極星，指標就會指示出時間（圖例中為晚上8點）。

星晷是一種天文學使用的數學工具，它能根據夜空中兩顆或多顆恆星的相對恆星位置來確定當地的時間。它有時被稱為夜間鐘錶（horologium nocturnum）或nocturlabe （法語，偶爾被英國作家使用），它與星盤和日晷有關。知道時間對於計算與 引航的潮汐很重要，一些星晷包含了重要港口的潮汐圖。
雖然很早就知道恆星在夜晚的軌跡，但在中世紀之前，還沒有發現任何專門的測量儀器。最早的星晷圖像出現在12世紀的手稿中，拉蒙·柳利反復描述了如何使用星晷（sphaera horarum noctis或astrolabium nocturnum）。
1551年，隨著馬丁·阿爾巴卡·德·科爾特斯著作的《納維加藝術》（Arte de Navegar）出版，這個名字和儀器獲得了更廣泛的普及。
大約在1530年，彼得魯斯·阿皮亞努斯在其《自由宇宙學》（Cosmographicus Liber）中對其進行了描述，後來由赫馬·弗里修斯再版，並在觀察者使用該儀器下，獲得了廣泛的傳播與說明。

## 構造
星晷最常由木材或黃銅構成。

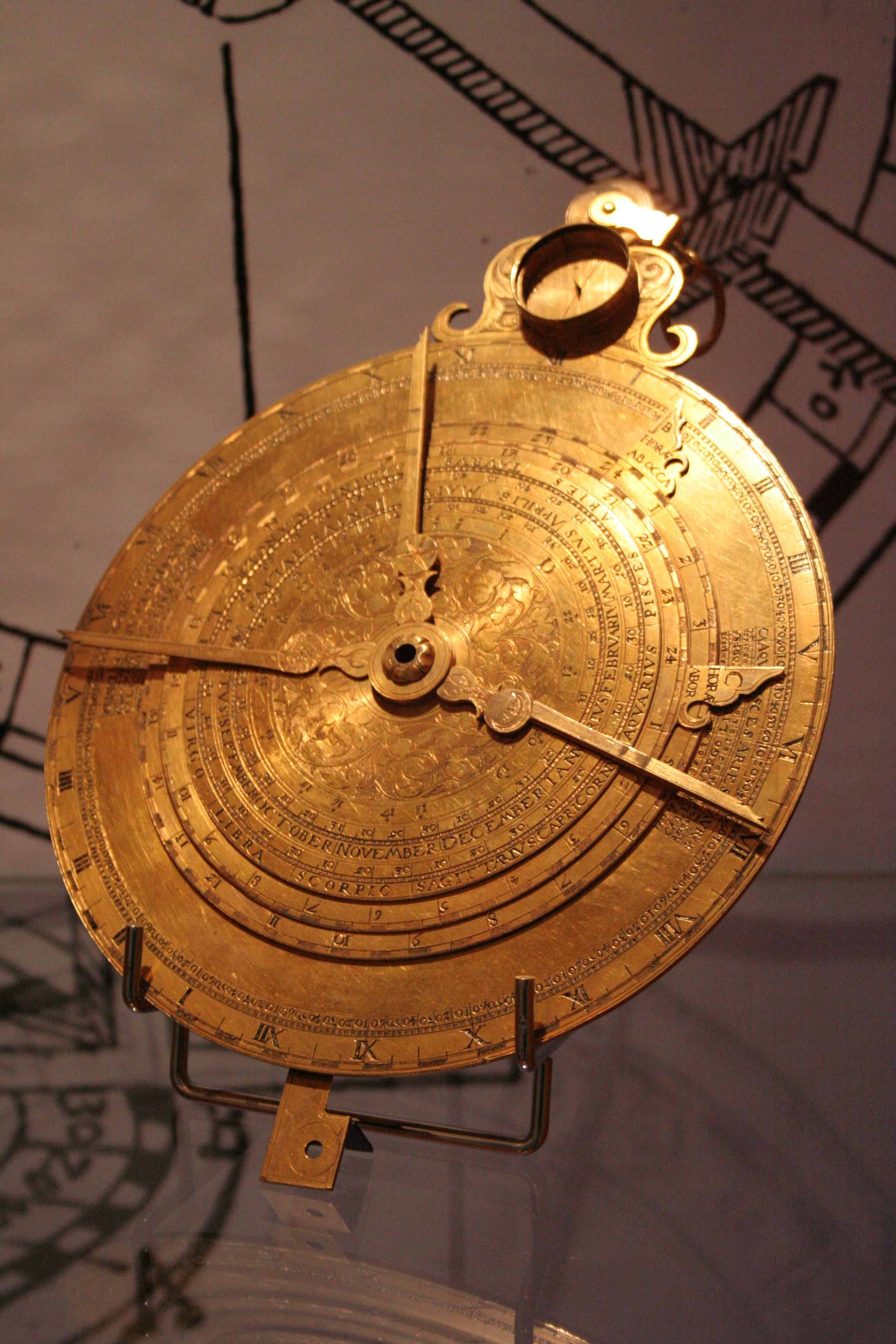
維也納製造的星晷。

星晷有標示一年中12個月份的外盤，還有標有小時的內盤（在較大的儀器上可能是半小時或四分之一小時）以及一顆或多顆參攷星的位置。它還有一個指針在與圓盤相同的軸上旋轉，有些指標會延伸到邊緣之外。軸或軸心點通常使用空心柳丁，使它能够通過軸心看到一顆恆。由於儀器在夜間使用，因此標記可能會被誇大或昇高。通常，內盤會一些個必要的星座和恆星圖表，以幫助定位它們。

## 用法

星盤的使用方法。

星晷是一個簡單的類比電腦，由兩個或多個表盤組成，它將根據一年中的日期提供地方時，並可以看到北極星和一顆或多顆其它恆星。在北半球，所有恆星在夜間似乎都圍繞北極星旋轉。恆星的位置會根據一年中的時間而變化，它們的位置，如同太陽的行程一樣，可以用來確定時間。
最常用的參考恆星是來自北斗七星（大熊座）的指標星或來自小北斗星（小熊座）的帝星（Kochab）。也可以使用仙后座中的王良四（仙后座α，Schedar）；因為相對於北極星，它在天空中位於大熊座的另一側。
旋轉內盤，使所選參考星的標記指向外盤上的當前日期。通過星晷中心看到北極星，旋轉指標臂指向選定的參考星。指標臂與內盤上小時標記的交點即表示當時的時間。星晷必須有一個手柄或類似的提示，讓星晷可以垂直的直立，並說明哪個方向是向下的。
如果不知道使用者所在地確實的經度，就不可能將本地時間轉換為標準時間，例如世界時（UTC）。同樣的，除非使用者也從天文台鐘知道標準時間，否則不可能確定經度。

## 外部連結
- British Museum – Nocturnal from an astrological compendium
- Simulation 美國國會圖書館的存檔，存档日期2010-08-05 – Video and description, also, many devices
- A working nocturnal in coin form